# Saverne
Saverne er en by og kommune i departementet Bas-Rhin i den franske region Alsace.
- Saverne